# Txatxalaca ventre-roja
La txatxalaca ventre-roja (Ortalis wagleri) és una espècie d'ocell de la família dels cràcids (Cracidae) que habita boscos de les terres baixes del nord-oest de Mèxic.